# 電母
電母（でんぼ）は、道教における雷の神である。「閃電娘娘（せんでんにゃんにゃん）」とも呼ばれる。

## 神話
雷帝の命で、雷公とともに雲を起こし、雨を降らせる役目を持つ。したがって、多くは雷公とともに登場する。

手に持つ2枚の鏡より発する光を交差させ、雷光を発生させるとされる。その2枚の鏡より発する光は、片方が白い光で罪人の居場所を照らし、もう片方は赤い光で人間に化けた獣の正体を暴くといわれる。

## 姿かたち
若い女性の姿で描かれる。

## 文学の中の電母
- 封神演義：金光聖母の名で仙女として登場。金鰲島の十天君の一人で金光陣を敷く。